# Копани (Ровненская область)
Копани (укр. Копані) — село в Радивиловской городской общине Дубенского района Ровненской области Украины.
До 2020 года входило в Радивиловский район.
Население по переписи 2001 года составляло 396 человек. Почтовый индекс — 35553. Телефонный код — 3633. Код КОАТУУ — 5625886907.